# Freddy Hinestroza
Freddy Hinestroza (Medellín, Antioquia, Colombia; 5 de abril de 1990) es un futbolista colombiano que juega de extremo y su equipo actual es el Atlético Bucaramanga de la Primera División de Colombia.

## Trayectoria

### Inicios
Nacido en Medellín, Hinestroza jugó para el humilde club de Medellín, CF Ferroválvulas.

### Club Atlético Nacional
Paso al Atlético Nacional en octubre de 2010. Él no pudo adaptarse a su nuevo equipo, ya que sufrió un calvario con las lesiones estando también con problemas de registro dual. 
A pesar de aparecer con regularidad durante la pretemporada (también de vez en cuando jugando como lateral izquierdo), Hinestroza solo apareció en un partido de la liga con el Atlético Nacional, una pérdida por 1-2 en casa contra C.D. La Equidad el 27 de agosto de 2011.

### La Equidad
El 23 de enero de 2012 se trasladó a La Equidad. Hinestroza anotó su primer gol el 17 de junio, en el empate 2-2 en casa contra el Independiente Santa Fe. Él fue clave en el equipo durante las siguientes campañas con La Equidad.

### Getafe FC
El 8 de julio de 2014 Hinestroza dio el salto a Europa por primera vez en su carrera, uniéndose al Getafe Club de Fútbol de la Primera División de España, en un acuerdo de préstamo por un año con opción a compra. Se desempeñó como delantero centro en el club español.

### Real Zaragoza
El 5 de agosto de 2015 se confirma su cesión por el Real Zaragoza de la Segunda División de España.

Su primer gol lo marcaría el 1 de noviembre en la victoria 2-0 sobre el Elche CF.

### Santos Laguna
El 8 de junio se anuncia su llegada en cesión al Santos Laguna de la Liga MX. Su debut sería el 17 de julio en el empate a cero goles frente a Tigres UANL. En este club también se desempeñó como delantero centro, demostrando una vez más su polivalencia.

### Tiburones Rojos de Veracruz
El 24 de noviembre se oficializa su llegada al Tiburones Rojos de Veracruz de la Liga Bancomer MX. Debuta el 4 de febrero en la victoria 2 a 0 sobre Jaguares de Chiapas donde haría una asistencia y sería elegido el jugador del partido.

### Rionegro Águilas
El 23 de enero de 2018 es confirmado como nuevo jugador del Rionegro Águilas de la Categoría Primera A de Colombia. El 16 de septiembre marca sus primeros dos goles con el club dándole la victoria 2 por 0 sobre La Equidad en Bogotá. El 27 de octubre marca el gol de la victoria por la mínima sobre Alianza Petrolera.

### Junior de Barranquilla
El 8 de enero de 2019 se convierte en el nuevo refuerzo del Atlético Junior de la Categoría Primera A de Colombia. Debutaría el 23 de enero en la derrota 2-1 en la Superliga ante el Deportes Tolima. El 27 de enero ganó su primer título, obtuvieron la Superliga de Colombia 2019 luego de ganar por 0-1 de visitantes al Deportes Tolima y vencer en la tanda de penales por 3-0. El 2 de marzo marcó el gol del triunfo de Junior 0-1 sobre Once Caldas por la octava fecha del torneo. El 12 de junio Hinestroza se coronaría campeón del Torneo Apertura 2019.

### Atlético Bucaramanga.
El 20 de diciembre de 2023 el Atlético Bucaramanga Club Atlético Bucaramanga anuncia su fichaje con un video en sus redes sociales, luego de acoplarse al equipo en el primer semestre del 2024 se convierte en pieza clave del equipo logrando hacer una campaña magnífica y logrando clasificar a la final en la cual logran derrotar al equipo Capitalino Santafé y lograr el primer título para el Atlético Bucaramanga en 75 años de historia

## Selección nacional
En enero de 2022 fue convocado para un partido amistoso de la selección de fútbol de Colombia contra Honduras en Estados Unidos. Debutó el 16 de enero de 2022 como titular en la victoria 2 por 1 sobre Honduras.

### Participaciones enEliminatorias al Mundial
| Eliminatoria                        | Sede del Mundial | Posición      | Resultado | PJ | GA | Asis |
| ----------------------------------- | ---------------- | ------------- | --------- | -- | -- | ---- |
| Eliminatorias Mundial de Catar 2022 | Catar            | 6°lugar 23pts | Eliminado | 1  | 0  | 0    |

## Estadísticas
Actualizado al último partido disputado el 29 de abril de 2025.
| Club                            | Div           | Temporada     | Liga  | Liga  | Liga   | Copa Nacional | Copa Nacional | Copa Nacional | Copa Internacional | Copa Internacional | Copa Internacional | Total | Total | Total  | Prom. · |
| Club                            | Div           | Temporada     | Part. | Goles | Asist. | Part.         | Goles         | Asist.        | Part.              | Goles              | Asist.             | Part. | Goles | Asist. | Prom. · |
| ------------------------------- | ------------- | ------------- | ----- | ----- | ------ | ------------- | ------------- | ------------- | ------------------ | ------------------ | ------------------ | ----- | ----- | ------ | ------- |
| Atlético Nacional · Colombia    | 1.ª           | 2011          | 1     | 0     | 0      | 1             | 0             | 0             | —                  | —                  | —                  | 2     | 0     | 0      | 0       |
| Atlético Nacional · Colombia    | Total         | Total         | 1     | 0     | 0      | 1             | 0             | 0             | —                  | —                  | —                  | 2     | 0     | 0      | 0       |
| La Equidad · Colombia           | 1.ª           | 2012          | 29    | 4     | 1      | 8             | 0             | 0             | 1                  | 0                  | 0                  | 38    | 4     | 1      | 0.11    |
| La Equidad · Colombia           | 1.ª           | 2013          | 28    | 2     | 0      | 8             | 0             | 0             | 5                  | 0                  | 0                  | 41    | 2     | 0      | 0.05    |
| La Equidad · Colombia           | 1.ª           | 2014          | 18    | 2     | 0      | 2             | 0             | 0             | —                  | —                  | —                  | 20    | 2     | 0      | 0.1     |
| La Equidad · Colombia           | Total         | Total         | 75    | 8     | 1      | 18            | 0             | 0             | 6                  | 0                  | 0                  | 99    | 8     | 1      | 0.08    |
| Getafe · España                 | 1.ª           | 2014-15       | 33    | 2     | 2      | 6             | 0             | 0             | —                  | —                  | —                  | 39    | 2     | 2      | 0.05    |
| Getafe · España                 | Total         | Total         | 33    | 2     | 2      | 6             | 0             | 0             | —                  | —                  | —                  | 39    | 2     | 2      | 0.05    |
| Real Zaragoza · España          | 2.ª           | 2015-16       | 31    | 2     | 3      | 1             | 0             | 0             | —                  | —                  | —                  | 32    | 2     | 3      | 0.06    |
| Real Zaragoza · España          | Total         | Total         | 31    | 2     | 3      | 1             | 0             | 0             | —                  | —                  | —                  | 32    | 2     | 3      | 0.06    |
| Santos Laguna · México          | 1.ª           | 2016          | 14    | 0     | 1      | —             | —             | —             | —                  | —                  | —                  | 14    | 0     | 1      | 0       |
| Santos Laguna · México          | Total         | Total         | 14    | 0     | 1      | —             | —             | —             | —                  | —                  | —                  | 14    | 0     | 1      | 0       |
| Veracruz · México               | 1.ª           | 2017          | 9     | 0     | 1      | —             | —             | —             | —                  | —                  | —                  | 9     | 0     | 1      | 0       |
| Veracruz · México               | Total         | Total         | 9     | 0     | 1      | —             | —             | —             | —                  | —                  | —                  | 9     | 0     | 1      | 0       |
| Rionegro Águilas · Colombia     | 1.ª           | 2018          | 38    | 3     | 6      | 1             | 0             | 0             | —                  | —                  | —                  | 39    | 3     | 6      | 0.08    |
| Rionegro Águilas · Colombia     | Total         | Total         | 38    | 3     | 6      | 1             | 0             | 0             | —                  | —                  | —                  | 39    | 3     | 6      | 0.08    |
| Junior · Colombia               | 1.ª           | 2019          | 39    | 4     | 5      | 5             | 0             | 1             | 6                  | 0                  | 0                  | 50    | 4     | 6      | 0.08    |
| Junior · Colombia               | 1.ª           | 2020          | 17    | 0     | 2      | 2             | 1             | 1             | 11                 | 1                  | 1                  | 30    | 2     | 4      | 0.07    |
| Junior · Colombia               | 1.ª           | 2021          | 47    | 4     | 10     | 2             | 1             | 0             | 11                 | 3                  | 2                  | 60    | 8     | 12     | 0.13    |
| Junior · Colombia               | 1.ª           | 2022          | 30    | 3     | 3      | 7             | 0             | 2             | 8                  | 1                  | 2                  | 45    | 4     | 7      | 0.09    |
| Junior · Colombia               | 1.ª           | 2023          | 28    | 0     | 3      | 1             | 0             | 0             | —                  | —                  | —                  | 29    | 0     | 3      | 0       |
| Junior · Colombia               | Total         | Total         | 161   | 11    | 23     | 17            | 2             | 4             | 36                 | 5                  | 5                  | 214   | 18    | 32     | 0.08    |
| Atlético Bucaramanga · Colombia | 1.ª           | 2024          | 42    | 3     | 3      | 9             | 1             | 0             | —                  | —                  | —                  | 51    | 4     | 3      | 0.08    |
| Atlético Bucaramanga · Colombia | 1.ª           | 2025          | 18    | 0     | 1      | 1             | 0             | 0             | 6                  | 0                  | 0                  | 25    | 0     | 1      | 0       |
| Atlético Bucaramanga · Colombia | Total         | Total         | 60    | 3     | 4      | 10            | 1             | 0             | 6                  | 0                  | 0                  | 76    | 4     | 4      | 0.05    |
| Total carrera                   | Total carrera | Total carrera | 422   | 29    | 41     | 54            | 3             | 4             | 48                 | 5                  | 5                  | 524   | 37    | 50     | 0.07    |

### Selección
| Selección      | Año            | Amistosos | Amistosos | Amistosos | Copa América | Copa América | Copa América | Copa Mundial | Copa Mundial | Copa Mundial | Eliminatorias Mundialistas | Eliminatorias Mundialistas | Eliminatorias Mundialistas | Total | Total | Total |
| Selección      | Año            | PJ        | G         | A         | PJ           | G            | A            | PJ           | G            | A            | PJ                         | G                          | A                          | PJ    | G     | A     |
| -------------- | -------------- | --------- | --------- | --------- | ------------ | ------------ | ------------ | ------------ | ------------ | ------------ | -------------------------- | -------------------------- | -------------------------- | ----- | ----- | ----- |
| Colombia       |                |           |           |           |              |              |              |              |              |              |                            |                            |                            |       |       |       |
| 2022           | 1              | 0         | 0         | --        | --           | --           | --           | --           | --           | 1            | 0                          | 0                          | 2                          | 0     | 0     |       |
| Total          | 1              | 0         | 0         | --        | --           | --           | --           | --           | --           | 1            | 0                          | 0                          | 2                          | 0     | 0     |       |
| Total Colombia | Total Colombia | 1         | 0         | 0         | 0            | 0            | 0            | 0            | 0            | 0            | 1                          | 0                          | 0                          | 2     | 0     | 0     |

## Palmarés

### Títulos nacionales
| Título                | Equipo               | País     | Año  |
| --------------------- | -------------------- | -------- | ---- |
| Torneo Apertura       | Atlético Nacional    | Colombia | 2011 |
| Superliga de Colombia | Junior               | Colombia | 2019 |
| Torneo Apertura       | Junior               | Colombia | 2019 |
| Superliga de Colombia | Junior               | Colombia | 2020 |
| Torneo Finalización   | Junior               | Colombia | 2023 |
| Torneo Apertura       | Atlético Bucaramanga | Colombia | 2024 |